# 무극 (비디오 게임)
《무극》은 간드로메다에서 서비스 중인 대규모 다중 사용자 온라인 롤플레잉 게임이다.

## 개요
《무극》은 어도비 플래시 플레이어를 구동 가능한 모든 웹 브라우저에서 플레이 가능한 웹게임이다.
봉신연의, 수호전, 금병매 등 중국 고전소설의 시나리오와 등장인물이 바탕이 된 세계관을 가지고 있다.
간드로메다에서 수입, 배급하고 있고 현재 중국에서 서비스 중이며 한국에서는 2014년 5월 8일부터 5월 10일까지 비공개 테스트를 진행하였다. 2014년 5월 15일 공개 테스트를 진행하였다.

### 직업
- 검황 : 거대한 검을 자신의 분신처럼 다루는 검황은 강력한 근거리 공격과 뛰어난 방어 능력을 지니고 있으며, 항상 전장의 최전방에서 싸우며 동료들을 보호한다.
- 마후 : 중거리 공격과 강력한 범위 공격을 펼치는 마후의 공격은 모든 것을 삼켜버릴 것처럼 매섭다. 본래 홀로 수련과 명상을 즐기던 그녀가 선계를 구하기 위해 파괴의 힘을 개방했다.
- 궁신 : 석궁을 주무기로 하는 궁신은 강력한 원거리 공격과 다양한 전술을 사용하여 적을 제압한다.

### 성군

#### 수호전
- 반금련 : 무대랑의 아내이며 맨발이 작고 아름다워서 금련이라는 이름이 붙었다. 집안이 어려워지자 장대인이란 사람에게 팔려갔는데 그의 부인 여씨가 강제로 무대랑과 결혼을 시키자 그에 불만을 품는다.
- 무대랑 : 무송의 형이자 반금련의 남편. 부인 반금련만을 사랑하는 일편단심의 사나이. 떡장사를 하며 열심히 살아가던 중 우연히 무송과 재회한다.
- 주통 : 본래 도화산의 산적 두목이었으나 이충에게 패배한 뒤 둘째 두령이 되었다. 양산박에 합류 후에는 기병두령이 된다. 별호는 소패왕.
- 대종 : 양다리에 부적을 붙이면 엄청난 속도로 달릴 수 있는 도술을 부리는 사나이이며 전령이나 탐색에 능하다. 별호는 신의 걸음이란 뜻의 신행태보.
- 주무 : 소화산 산적의 두령 겸 참모를 맡고 있었다. 호걸 사진에게 모두 토벌될 뻔 했으나 서로 통하는 바가 있어 친교를 맺게된다. 진법이 특기로 각종 진법으로 활약한다. 별호는 신기군사.
- 손이랑 : 남자에게도 지지 않는 여장부로 별호는 모야차. 양산박에 들어간 이후로는 서쪽에 주점을 열어 여러 소문 등을 전해주는 역할을 한다.
- 완소이 : 완소오, 완소칠과는 형제이며 양산박 수군의 핵심으로 활약한다. 별호는 입지태세.
- 완소칠 : 완소오, 완소이와는 형제이며 양산박 수군의 핵심으로 활약한다. 별호는 활염라.
- 호삼랑 : 일월쌍도라는 한 쌍의 칼로 활약하는 수호전 최고 미모의 아가씨. 자신의 가족을 몰살시킨 이규를 원수로 여기고 있다. 별호는 일장청.
- 이규 : 희대의 살인귀. 쌍도끼를 휘두르며 별호는 흑선풍이다. 호삼랑의 가족을 몰살하여 그녀와는 원수 지간이다.
- 연청 : 어려서 부모를 잃은 인물로 노준의가 길러 주었다. 재주가 굉장히 많은 인물로 별호는 낭자(浪子).
- 사진 : 사가촌의 부잣집 아들로 태어났지만 무술에 관심이 많아 그를 다들 구문룡이라 불렀다. 소화산의 두령 주무를 물리쳤으나 이후 오히려 그들과 친해져 도적패에 합류하게 된다.
- 시진 : 호걸을 좋아하여 임충, 송강 등 여러 영웅들이 시진에게 신세를 졌다. 명성이 대단한 인물로 송강과 함께 이름만 들어도 다들 알 정도로 인맥이 두터웠다. 양산박에서는 재물을 담당. 별호는 소선풍.
- 장청 : 본래 동창부의 관군이었으나 오용의 유인책으로 양산박으로 귀순한다. 특기는 돌팔매로 그에 걸맞게 별호는 몰우전.
- 무송 : 수호전에서 가장 기골이 장대하여 진정 사나이라 불린 인물. 무대랑의 동생으로 반금련의 유혹을 뿌리쳤으며 맨손으로 호랑이도 때려잡은 인물. 별호는 행자.
- 임충 : 80만 금군의 창봉교두이자 봉술과 장팔사모의 달인. 암살혐의로 모함을 받아 결국 귀양을 가는 도중 노지심을 만나며 이후 양산박의 큰 전투에서 많은 활약을 한다. 별호는 표자두.
- 노지심 : 본명은 노달이며 별호는 화화상. 본래 치안을 담당하는 관리였으나 아녀자를 괴롭히던 사람을 실수로 죽인뒤 출가하여 승려가 되었다. 의협심이 강한 인물로 62근의 선장을 무기로 굉장히 많은 활약을 보여준다.
- 관승 : 북경의 장군이자 관우의 후손으로 등장. 청룡언월도의 달인이며 별호도 청룡언월도의 달인이기 때문에 대도라고 불린다. 본래 토벌군의 대장으로 양산박을 토벌하러 갔으나 오용의 계략에 당하여 결국 양산박의 두령이 된다. 송강 및 오용이 굉장히 신뢰하는 인물.
- 공손승 : 도사 나진인의 제자이자 도술이 매우 뛰어난 인물이며 별호는 입운룡. 도술로 양산박의 전투에 많은 도움을 준다. 도술수행과 늙은 어머니를 모시기 위해 잠깐 양산박을 떠났다가 양산박이 위기에 처하자 이규와 대종에 의해 다시 돌아온다.
- 화영 : 굉장히 활쏘기에 능한 인물. 별호는 소이광이며 본래 청풍채를 지키는 무관으로 도망치는 송강을 보호하려다 결국 죄인으로 잡히게 된다. 이후 양산박에 합류하며 두령으로서 활약한다.
- 노준의 : 양산박의 부두령이며 별호는 옥기린. 하북의 거상이며 풍채가 당당하며 봉술에 뛰어난 호걸. 송강이 그의 됨됨이를 알아보고 오용과 함께 꾀를 내어 불길한 점괘를 말해준 뒤 양산박으로 향하라는 시구를 전한다. 그 시구 때문에 결국 노준의는 반역의 모함을 받아 양산박에 들어온다.
- 오용 : 양산박 최고의 책사이며 별호는 지다성. 본래 서당에서 글을 가르치는 인물이었으나 조개를 만나 그를 양산박의 두령으로 만드는 책략을 시작으로 대부분의 두령을 양산박으로 끌어들인 온갖 술수를 대부분 오용이 만들어낸다.
- 송강 : 별호는 호보의. 수호전의 주인공이다. 본래 부유한 집안 출신으로 가난한 사람들을 워낙 많이 도와줘 중원에서 송강을 모르는 사람이 없을 정도였지만 모함을 받아 쫓기는 몸이 되었고 결국 양산박 두령들의 도움을 받아 마지막에는 그들의 두목이 된다.

#### 봉신연의
- 달기 : 달기는 본래 귀한집 아가씨였지만 신분 이외엔 평범한 소녀에 불과했다. 본인은 원하지 않았으나 주왕의 후궁이 되어 왕궁으로 가던 도중 구미호가 진짜 달기의 몸을 빼앗고 달기로 행동하게 된다. 이후 주왕의 판단을 흐리게 하고 주지육림 등을 만들게 하여 은나라 멸망의 원인이 된다.
- 강태공 : 봉신연의의 주인공이며 본명은 강자아. 선계에서 원시천존의 제자가 되어 수련을 하였으나 명령에 따라 인간계로 내려온다. 본래 선인이 되려 하였으나 결국 곤륜산에 돌아가지 않고 안간계에 남는다. 많은 것을 알았지만 남녀간의 정에 대해서는 전혀 몰랐다고 한다.
- 천리안 : 신공표가 타고 다니는 백액호(흑점호)에게 먼 곳까지 볼 수 있는 능력을 전수해 준다.
- 순풍이 : 신공표가 타고 다니는 백액호(흑점호)에게 먼 곳의 소리를 들을 수 있는 능력을 전수해 준다.
- 문중 : 은나라의 태사로 등장하며 절교의 대선인 금령성모의 제자이자 자존심이 매우 강한 인물. 황화산의 4천왕을 부하로 거느리고 있다.

#### 서유기
- 오광(용왕) : 전설에 나오는 용왕의 한 명으로 용궁에 머물며 바다와 함께 비바람을 다스리는 능력을 가졌으며 보통 동해용왕으로 불린다. 손오공이 삼장법사를 만나기 전에 여의봉을 빼앗긴다.

## 역사
2014년 4월 23일 GRB 15세 이용가 등급 판정을 받았다.
2014년 4월 24일 비공개 테스트(CBT) 사전모집을 진행 하였다.
2014년 5월 8일 ~ 5월 10일 비공개 테스트(CBT)를 진행 하였다.
2014년 5월 15일 공개 테스트(OBT) 진행을 예고 하였다.